# Thilo Marauhn

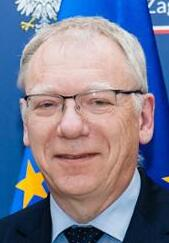
Thilo Marauhn (2024)

Thilo Marauhn (* 30. April 1963 in Lüdenscheid) ist ein deutscher Völkerrechtler und Hochschullehrer. Er ist Professor für Öffentliches Recht und Völkerrecht an der Justus-Liebig-Universität Gießen, leitet die Forschungsgruppe „Völkerrecht“ am Leibniz-Institut Hessische Stiftung Friedens- und Konfliktforschung (HSFK) in Frankfurt am Main und hat an der Universität Amsterdam (abgeordnet an das Asser Institut in Den Haag) eine Professur für das Recht der Rüstungskontrolle inne.

## Biografie
Nach seinem Abitur am Bergstadtgymnasium Lüdenscheid und einem Studium der Rechtswissenschaft und der Internationalen Beziehungen an der Universität Mannheim (1983–1985), am University College of Wales (Großbritannien) (1985–1986), an der Rheinischen Friedrich-Wilhelms-Universität Bonn (1986–1987) und an der Ruprecht-Karls-Universität Heidelberg (1987–1990), wurde er dort 1994 zum Thema „Die rechtliche Regelung des deutschen Chemiewaffen-Verzichts“ mit summa cum laude promoviert. 1995 erhielt er den Master of Philosophy (M.Phil.) der University of Wales. Von 1990 bis 2001 war er Wissenschaftlicher Referent am Max-Planck-Institut für ausländisches öffentliches Recht und Völkerrecht in Heidelberg. 1995, 1996, 1999 und 2000 war er Lehrbeauftragter an der Johann-Wolfgang-Goethe-Universität Frankfurt am Main. Im Jahre 2000 wurde er von dieser Universität mit einer Arbeit zum Thema „Rekonstruktion sozialer Grundrechte als Normkategorie“ habilitiert.
Nach seiner ersten Professur an der University of Strathclyde (Glasgow) folgte er im August 2001 einem Ruf auf die C4-Professur für Öffentliches Recht, Völkerrecht und Europarecht am Fachbereich Rechtswissenschaft der Justus-Liebig-Universität Gießen (JLU), von 2006 bis 2009 war er Dekan des Fachbereichs. Seit 2016 leitet er am Leibniz-Institut Hessische Stiftung Friedens- und Konfliktforschung die Arbeitsgruppe Völkerrecht. 2021 wurde er auf eine Professur für das Recht der Rüstungskontrolle an der Universität Amsterdam berufen und nimmt diese Tätigkeit am Asser Institut in Den Haag wahr.
Seine Forschungsschwerpunkte liegen im Völkerrecht, insbesondere im Friedenssicherungsrecht, unter Einschluss des Rechts der Vereinten Nationen, im Recht der Rüstungskontrolle und der Abrüstung, im Umweltvölkerrecht, im europäischen und internationalen Menschenrechtsschutz, in der Völkerrechtssoziologie und Völkerrechtsgeschichte und im humanitären Völkerrecht.

## Funktionen
Marauhn war an verschiedenen Universitäten als Gastprofessor tätig, u. a. an der Universität Lappland (Rovaniemi, Finnland), der Universität Bergen (Norwegen) und an der University of Wisconsin–Madison Law School, (USA). Seit 2001 hält er eine ständige Gastprofessur für Verfassungstheorie an der Juristischen Fakultät der Universität Luzern (Schweiz).
Seit 1995 ist Marauhn Mitglied des Fachausschusses „Humanitäres Völkerrecht“ des Deutschen Roten Kreuzes und seit 2014 dessen Vorsitzender. 2011 wurde er für die Amtszeit von 2012 bis 2016 zum Mitglied der Internationalen humanitären Ermittlungskommission gewählt. Eine Wiederwahl erfolgte 2016 und 2021. Marauhn wurde zunächst zum Ersten Vize-Präsidenten (2015), später zum Präsidenten (2017) der Ermittlungskommission gewählt und 2022 in dieser Funktion wiedergewählt.
Marauhn war von 2003 bis 2013 Mitglied im wissenschaftlichen Beirat der Hessischen Stiftung für Friedens- und Konfliktforschung (HSFK), von 2006 bis 2013 dessen Vorsitzender.
Seit 2005 ist er akademischer Leiter der „International Summer University“ der Justus-Liebig-Universität Gießen. Seit 2009 ist er akademischer Co-Direktor der „US-German Summer School in International and Comparative Law“, zur Zeit zusammen mit den Professoren Anuj Desai (University of Wisconsin) und Edward Fallone (Marquette University).
Von 2009 bis 2013 und von 2017 bis 2019 war Marauhn gewähltes Mitglied des Senats der Justus-Liebig-Universität Gießen.
Von 2002 bis 2009 war Marauhn Mitglied im wissenschaftlichen Beirat des Bundesministeriums für wirtschaftliche Zusammenarbeit und Entwicklung, dessen Vorsitz er von 2006 bis 2009 innehatte.
Im Jahr 2016 war er als Gastwissenschaftler Teil der Kollegforschergruppe „The International Rule of Law – Rise or Decline?“ in Berlin. 2018 war er Gastwissenschaftler am Lauterpacht Centre for International Law und am Sidney Sussex College der Universität Cambridge (UK).
Von 2004 bis 2006 war er Mitglied im wissenschaftlichen Beirat der Deutschen Stiftung Friedensforschung. Seit 2008 ist er Mitglied des VN-politischen Beirats des Auswärtigen Amtes.
Thilo Marauhn ist unter anderem Mitglied der Vereinigung Deutscher Staatsrechtslehrer und der Deutschen Gesellschaft für Internationales Recht.

## Hauptwerke
- EMRK/GG. Konkordanzkommentar zum europäischen und deutschen Grundrechtsschutz, hrsg. zus. mit Oliver Dörr und Rainer Grote (Mohr Siebeck), 2006, 3. Aufl. 2022, ISBN 978-3-16-157003-2
- Not a Love Affair: The Relationship Between the Treaty on the Prohibition of Nuclear Weapons and the Nuclear Non-Proliferation Treaty, in: T. Dunworth/A. Hood (Hrsg.), Disarmament Law: Reviving the Field, London/New York (Routledge), 2021, S. 156-176 (zus. mit Barry de Vries), ISBN 978-1-138-34833-2
- How Many Deaths Can Art. 2 (4) UN Charter Die?, in: L. Brock/H. Simon (Hrsg.), The Justification of War and International Order (Oxford University Press), 2021, S. 449-470, ISBN 978-0-19-886530-8
- Drei Kapitel (§ 23 Recht auf Achtung des Privat- und Familienlebens; § 24 Eheschließungs- und Familiengründungsrecht; § 26 Recht auf soziale Sicherheit und Unterstützung; jeweils zus. mit Ayşe-Martina Böhringer), in: S. Heselhaus/C. Nowak (Hrsg.), Handbuch der Europäischen Grundrechte (C.H. Beck), 2. Aufl. 2020, ISBN 978-3-406-64910-3
- The International Rule of Law in Light of Legitimacy Claims, in: H. Krieger/G. Nolte/A. Zimmermann (Hrsg.), The International Rule of Law. Rise or Decline? (Oxford University Press), 2019, S. 278-301, ISBN 978-0-19-884360-3
- Lehre des internationalen Rechts – zeitgemäß?, Berichte der Deutschen Gesellschaft für internationales Recht, Vol. 48 (C.F. Müller), 2017, 152 S., hrsg. zus. mit Stephan Hobe, ISBN 978-3-8114-4259-7
- Sicherung grund- und menschenrechtlicher Standards gegenüber neuen Gefährdungen durch private und ausländische Akteure, Veröffentlichungen der Vereinigung der Deutschen Staatsrechtslehrer 74 (2015), S. 373–400
- Kommunikationsgrundrechte, in: Dirk Ehlers (Hrsg.), Europäische Grundrechte und Grundfreiheiten (de Gruyter), S. 97-129 (erschienen in den Jahren 2003, 2005, 2009, 2014), ISBN 978-3-11-036315-9
- Sailing Close to the Wind: Human Rights Council Fact-Finding in Situations of Armed Conflict – The Case of Syria, California Western International Law Journal 43 (2012/2013), 401-459
- International Environmental Law (zus. mit Ulrich Beyerlin) (Hart), 2011, ISBN 978-3-406-62874-0
- Universality and Continuity in International Law, hrsg. zus. mit Heinhard Steiger (Eleven International Publishing), 2011, ISBN 9789490947071
- Making Treaties Work, hrsg. zus. mit Geir Ulfstein und Andreas Zimmermann (Cambridge University Press), 2007, ISBN 9780521873178
- The Regulation of International Financial Markets, hrsg. zus. mit Rainer Grote (Cambridge University Press), 2006, ISBN 9780521831444
- Social Rights Beyond the Traditional Welfare State: International Instruments and the Concept of Individual Entitlements, in: E. Benvenisti/G. Nolte (Hrsg.), The Welfare State, Globalization, and International Law (Springer), 2004, S. 275-319, ISBN 978-3-540-01103-3

## Auszeichnungen
- 2000: Auszeichnung der Habilitationsschrift mit dem Werner-Pünder-Preis 1999 für die beste an der Johann Wolfgang Goethe-Universität entstandene wissenschaftliche Arbeit aus den Themenkreisen „Freiheit und Totalitarismus/Staatsrecht und politische Ideengeschichte seit dem 19. Jahrhundert“
- 2003: Verleihung des Wolfgang-Mittermaier-Preises der JLU Gießen für hervorragende Leistungen in der akademischen Lehre
- 2010: 2. Preis für Exzellenz in der Lehre 2010, verliehen von der Landesregierung Hessen und der Gemeinnützigen Hertie-Stiftung, für das Projekt „Refugee Law Clinic“[2]
- 2016: Senior Fellow, Forschungsgruppe “The International Rule of Law – Rise or Decline?”, Berlin
- 2018: Visiting Research Fellow am Lauterpacht Centre und am Sidney Sussex College, Cambridge